# Un dia de fúria
Un dia de fúria (títol original: Falling Down) és una pel·lícula estatunidenca dirigida per Joel Schumacher. Thriller psicològic i neo-noir, estrenat el 1993 i que tracta sobre la tensió i la frustració que genera en moltes persones la vida moderna a les grans ciutats. El personatge protagonista del film decideix enfrontar-se a les adversitats, i ho fa de forma violenta.
La cinta va participar en la selecció oficial del Festival de Canes del 1993, i nominada a la Palma d'Or (millor pel·lícula). Ha estat doblada al català.

## Argument
William Foster (Michael Douglas), un empleat d'una important firma de defensa, pateix un desequilibri mental que en circumstàncies normals no es manifesta. Avui és l'aniversari de la seva filla i vol anar a visitar-la a casa de la seva ex esposa Beth (Barbara Hershey), de la qual es va divorciar. Ella li ha dit que no hi vagi, però ell vol anar-hi de tota manera. Es posa nerviós quan queda atrapat en un embús de tràfic. Abandona el cotxe i segueix a peu per Los Angeles cap a la casa de la seva exdona. Pel camí entra en una botiga per telefonar-la però l'actitud del dependent i l'alt preu dels productes fa que li planti cara per fer-lo entrar en raó. La seva ira esclata quan el dependent treu un bat de beisbol. Continua el seu camí enfrontant-se a diverses situacions del dia a dia del ciutadà corrent, que fan que li augmenti la tensió. La història de Foster es veurà lligada a la d'un policia del departament de robatoris anomenat Prendergast (Robert Duvall), en tenir conseqüències en la seva vida les accions de Foster (el seu cotxe es troba una mica més enrere del de Foster en la carretera, el dependent de la botiga acudeix a Prendergast, etc.). Encara que és el seu últim dia i no és del departament que s'encarrega d'aquest cas, decideix investigar-lo, ja que ningú sembla parar-hi atenció quan explica el que en sap.

## Repartiment
- Michael Douglas: William "D-Fens" Foster
- Robert Duvall: Martin Prendergast
- Barbara Hershey: Elizabeth "Bet" Treviño
- Rachel Ticotin: Sandra Torres
- Tuesday Weld: Amanda Prendergast
- Frederic Forrest: Nick
- Michael Paul Chan: Sr. Lee
- Steve Park: el detectiu Brian
- Vondie Curtis-Hall
- Lois Smith: la Mare de D-Fens
- Joey: Adele Foster-Treviño
- Raymond J. Barry: capità Yardley
- DW Moffett: el detectiu Lydecker
- Dedee Pfeiffer: Sheila Folsom, empleada de Burger Whammy